# Wisconsin Legislature

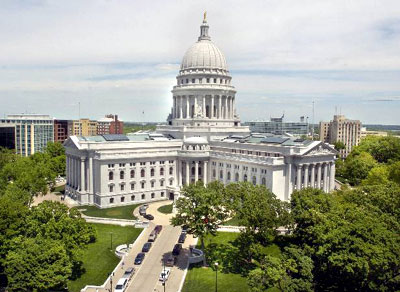
Die Legislature tagt im Wisconsin State Capitol

Die Wisconsin Legislature ist die State Legislature und damit die Legislative des US-Bundesstaats Wisconsin. Sie wurde durch die staatliche Verfassung 1848 geschaffen und besteht aus der Wisconsin State Assembly, die als Unterhaus fungiert, sowie dem Senat von Wisconsin als Oberhaus. Die Legislature tagt im Wisconsin State Capitol in Madison, das auch Sitz des Gouverneurs und seines Stellvertreters ist.
Die Assembly besteht aus 99 Mitgliedern, der Senat aus 33. Die Assembly wird für zwei Jahre gewählt. Die Amtszeit der Senatoren beträgt vier Jahre, jeweils die Hälfte des Senats wird gleichzeitig mit der Assembly gewählt. Der Wahltag fällt mit dem des Bundeskongresses zusammen.
Wählbar sind US-Bürger, die im entsprechenden Wahlbezirk und seit mindestens einem Jahr in Wisconsin leben, und die im Wählerregister eingetragen sind. Das Mindestalter für beide Häuser beträgt 18 Jahre.
Im Gegensatz zu den meisten State Legislatures, die als Teilzeitparlament nur begrenzte Tagungsperioden haben, ordnet die National Conference of State Legislatures (NCSL) die Wisconsin Legislature als Vollzeitparlament „lite“ ein. Mit einer Vergütung von 52.999 USD pro Jahr und bis zu 162 USD pro Sitzungstag (2020) liegen die Abgeordneten im Mittelfeld der Staatsparlamentarier.